# Ranau

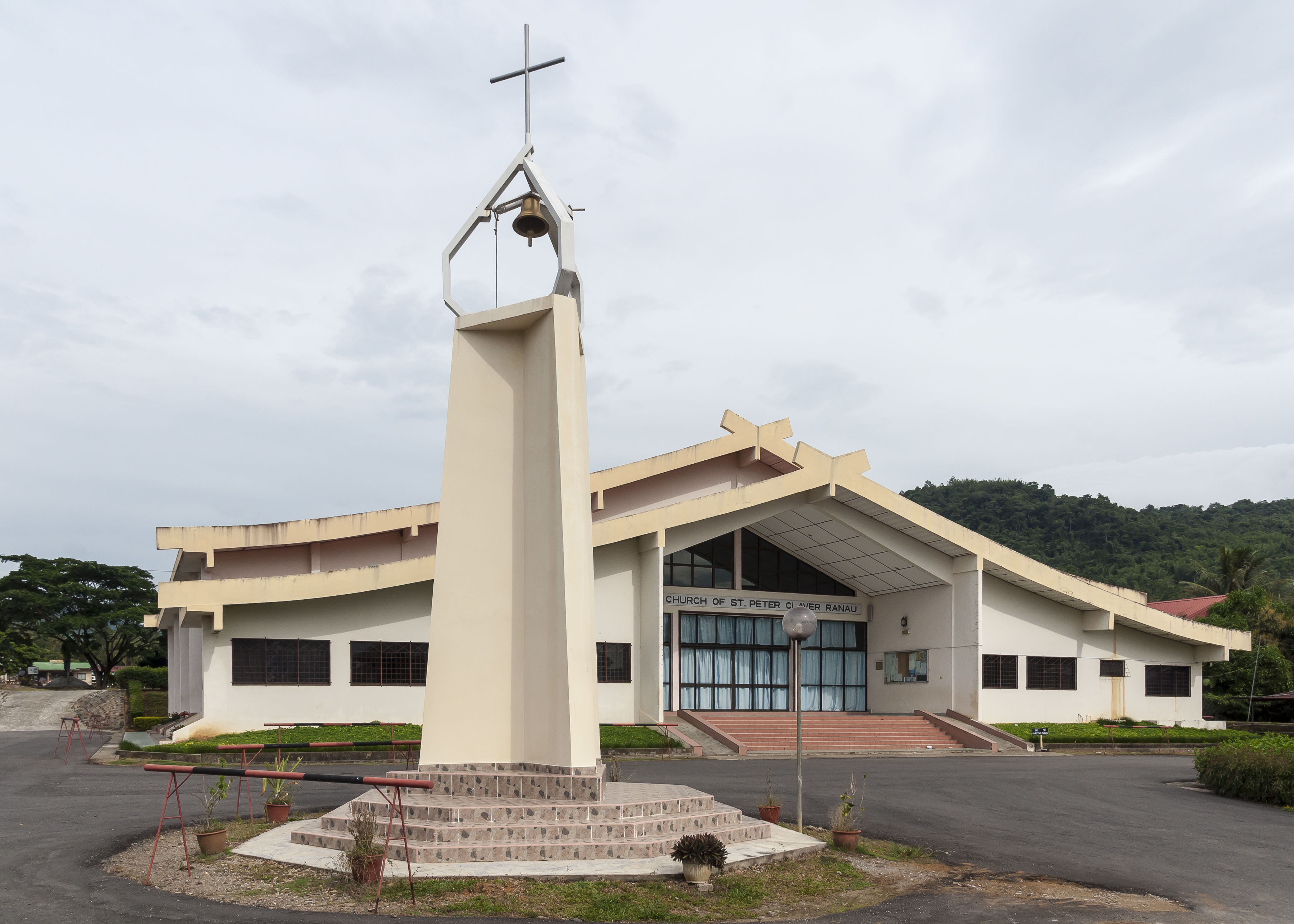
Katholische Kirche St. Peter Claver

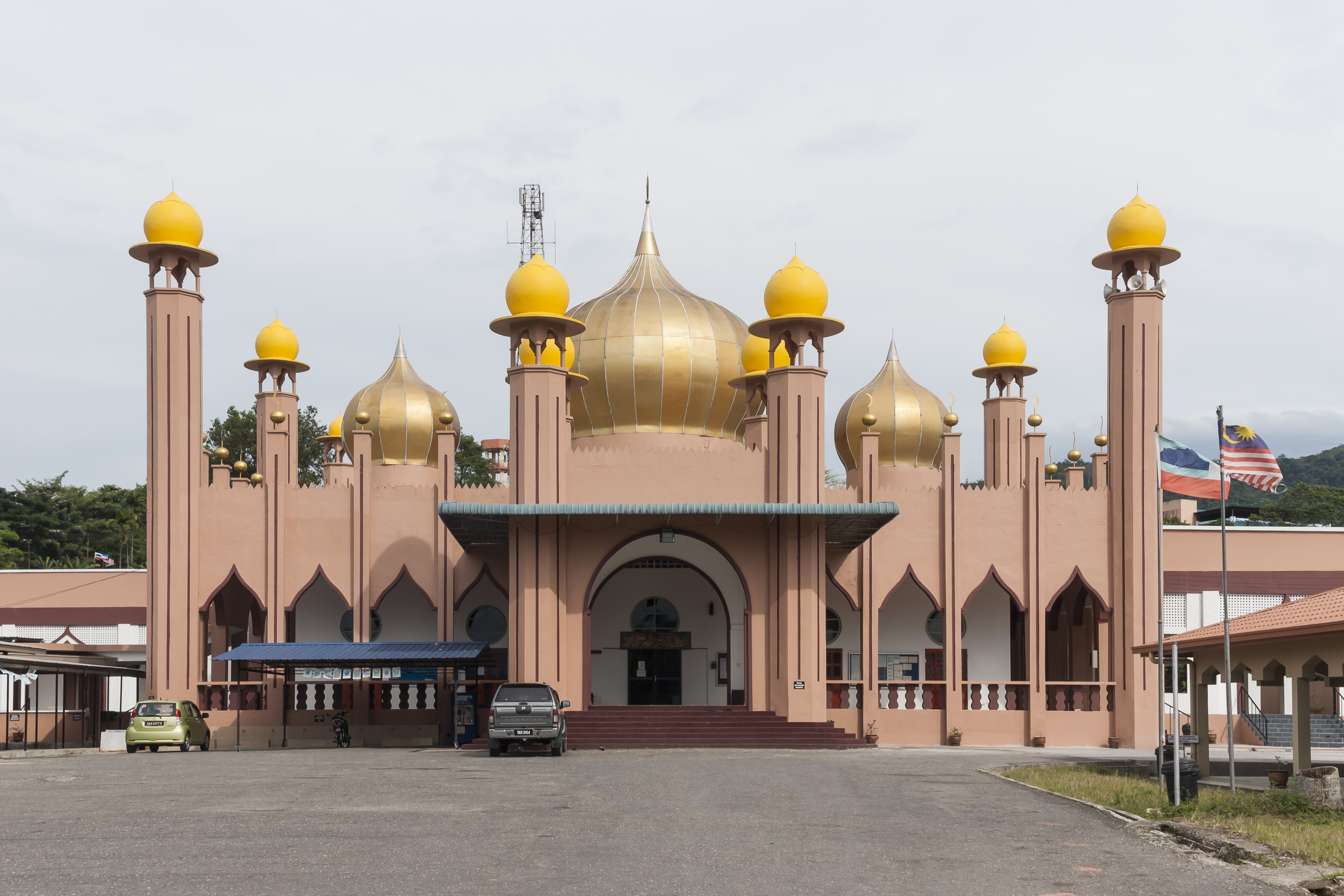
Die Moschee von Ranau

Ranau ist eine Stadt im malaysischen Bundesstaat Sabah. Sie liegt in der Gebirgsregion der Crocker Ranges im Norden der Insel Borneo und gehört zum gleichnamigen Verwaltungsbezirk (Distrikt Ranau). Ranau ist Teil des Gebietes West Coast Division zu dem die Distrikte Kota Kinabalu, Ranau, Kota Belud, Tuaran, Penampang, Putatan und Papar gehören.

## Etymologie
Der Name Ranau leitet sich aus dem Wort Ranahon ab, das in der Sprache der Dusun Reisfelder bedeutet. Zwar wird der Reis, der von den Dusun nach der Trockenmethode in den Berggegenden angepflanzt wird, normalerweise parai tidong genannt, jedoch unterscheidet sich die Anbaumethode in der Ebene von Ranau darin, dass hier Nassreisanbau erfolgt. Im Lauf der Zeit wurde Ranahon zu Ranau verkürzt.

## Demographie
Die Bevölkerung Ranaus beträgt laut der letzten Volkszählung 8.970 Einwohner. Ranau wird hauptsächlich von der indigenen Gruppe der Dusun bevölkert. Außerdem gibt es eine kleine chinesische Gemeinschaft der Hakka, Hokkien und anderer Chinesen, die sich bereits vor langer Zeit in Ranau niedergelassen haben. Darüber hinaus findet man Malaien, Kadazan, Murut und andere indigene Völker Sabahs.

## Sprache
Obwohl die meisten Menschen in Ranau die malaiische Sprache beherrschen, wird von den Einheimischen – insbesondere der älteren Generation – Dusun als Hauptsprache gesprochen. Die chinesische Gemeinschaft spricht Mandarin und chinesische Dialekte (vor allem Hakka-Chinesisch). Die im Distrikt ansässigen Mitglieder anderer Ethnien pflegen ihre eigenen Sprachen. Englisch wird hier und da gesprochen; es sind hauptsächlich die jüngere Generation und Menschen mit höherer Schulbildung, die sich dieser Sprache bedienen können.

## Wirtschaft
Auf einer Höhe von etwa 550 m über dem Meer gelegen, ist Ranau für seine hügelige Landschaft und als größter Lieferant von Hochlandgemüse im Bundesstaat Sabah bekannt.
Neben der Landwirtschaft gehört Ranau als Ausgangspunkt für Wanderungen zum Kinabalu und Kinabalu National Park, zu den Poring Hot Springs und zum Sabah Tea Garden zu den meistbesuchten Touristenorten Sabahs. Gewerbe, das mit dem Tourismussektor verknüpft ist, ist vor allem in Kundasang präsent.
In Mesilau bei Kundasang befindet sich ein milchwirtschaftlicher Betrieb die Desa Cattle (Sabah) Sdn. Bhd.
Bis zur Schließung im Jahr 1999 war Ranau Heimat des einzigen Kupferbergwerks Malaysias, der Mamut Copper Mine. Von 1975 an wurde neben Kupfer auch Gold und Silber in dem Tagebau gewonnen. In den vergangenen Jahren kristallisierten sich die von der Mine hinterlassenen Schäden immer deutlicher heraus und riefen Politiker und lokale Umweltschützer auf den Plan, die eine umfassende Sanierung des Geländes fordern.

## Persönlichkeiten
- Politik und Verwaltung
  - Tan Sri Haji Abdul Ghani Gilong – ehem. Kabinettsminister, Minister für Arbeit und Versorgung (1968–1978)
  - Datuk Mark Koding – Stellvertretender Ministerpräsident von Sabah (1985–1989)
  - Tan Sri Kasitah Gaddam – ehem. Kabinettsminister, Minister für Land und kooperative Entwicklung
  - Datuk Haji Masidi Manjun – amtierender Minister für Tourismus, Kultur und Umwelt des Bundesstaates Sabah
  - Datuk Dr. Ewon Ebin – amtierender Minister für industrielle Entwicklung des Bundesstaates Sabah
  - Dr. Joachim Gunsalam – Vorsitzender des Kuratoriums der Nationalparks von Sabah
  - Datuk Abidin Madingkir – Oberbürgermeister von Kota Kinabalu[3]
  - Datuk Matius Sator – Staatssekretär im Ministerium für Kommunalverwaltung und Wohnungsbau[4]
  - Datuk Siringan Gubat – MDP für den Wahlbezirk Ranau
- Sport
  - Danny Kuilin, Saffrey Sumping – Malaysia’s top mountain runners, 2010 Skyrunner World Series.[5]
- Unterhaltung
  - Norlinda Nanuwil – Schauspielerin
  - Siti Adira Suhaimi – Schauspielerin